# Route européenne 33
Pour les articles homonymes, voir E33 et Route 33.
La route européenne 33  (E33) est un itinéraire du réseau routier européen reliant Parme à La Spezia.

## Tracé

### Italie
La route E33 emprunte les itinéraires suivants :

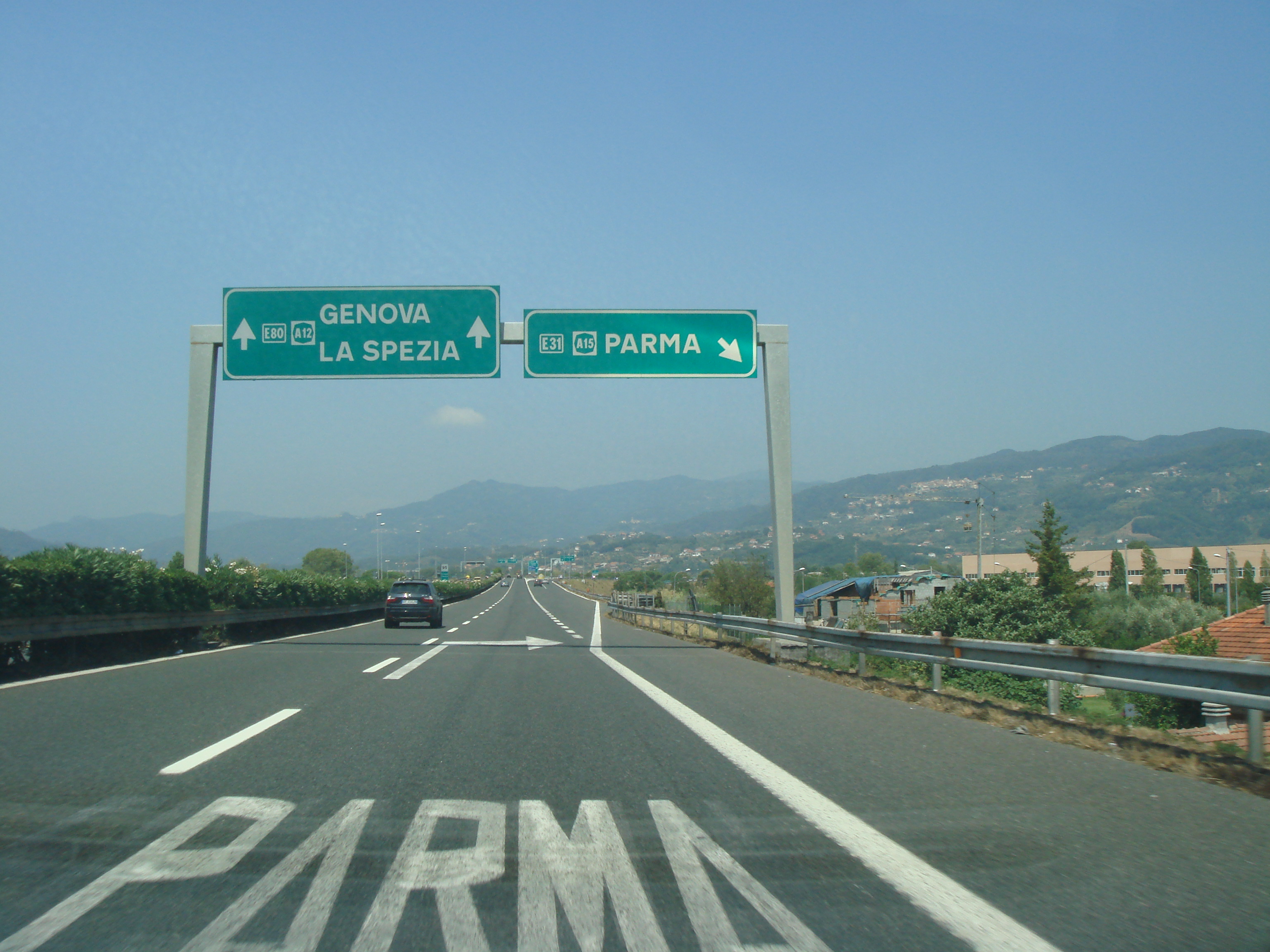
Route européenne 33 près de La Spezia

| (Auto)route | Tracé                    | Villes traversées | Routes européennes croisées |
| ----------- | ------------------------ | ----------------- | --------------------------- |
|             | Entre Parme et La Spezia |                   | à Parme à La Spezia         |